# Bonifazio Asioli
Bonifazio Asioli (Correggio (Reggio de l'Emília), 30 d'agost,e 1769 – Idem, 18 de maig, 1832), va ser un compositor italià.

## Biografia
Asioli va néixer de Quirino, rellotger, i Benedetta Giovannelli en una família d'artistes: el seu germà Giuseppe (1783-1845) era un talentós gravador, amant de la música i clavicèmbal; un altre germà, Luigi, era un conegut pianista i professor de música a Londres, on va morir encara jove el 1816. El fill del seu germà Giuseppe, Luigi (1817-1877), que va rebre el nom del difunt Luigi, era un talentós pintor; un altre germà, Giovanni, era un reconegut intèrpret d'orgue.
La seva precoç predisposició per la música es va manifestar quan als cinc anys tocava de memòria un acordió que li havia construït el seu pare, mecànic rellotger, una sonatina que havia escoltat durant la missa. L'episodi va suggerir al seu pare Quirino trobar al seu fill un mestre que li transmetés els rudiments de la música; Aleshores es va trobar un tal Giovanni Battista Lanfranchi de Pomponesco, Màntua, un mestre que va demostrar ser mediocre. El jove Bonifazio va créixer, doncs, sense una sòlida base musical teòrica i, dotat d'una oïda excel·lent, des dels vuit anys va escriure Messe; el 1778 va compondre una missa de 3 parts per a orquestra i una missa de 4 parts en mi bemoll que va dirigir ell mateix a l'església de San Quirino a Correggio. Donada la capacitat d'Asioli per escriure música encara que amb unes bases teòriques mínimes, el municipi de Correggio va recaptar fons per enviar el jove Bonifazio a Parma com a deixeble d'Angelo Morigi, director de l'orquestra de la Cort i autor d'un tractat de contrapunt; després va continuar els seus estudis a Venècia, Ferrara i Bolonya on durant uns mesos va ser alumne del pare Martini.
El 14 de març de 1786 va ser nomenat mestre de capella a Correggio. Va ser autor d'obres teatrals (La Contadina animada, La volubile, La discordia, Il ratto di Proserpina); No obstant això, destacà en composicions sagrades (nombroses misses, antífones, lletanies, motets) i composicions instrumentals (cinc simfonies, música de cambra, sonates per a instruments diversos).
L'any 1808 durant el Regne napoleònic d'Itàlia es va fundar el primer Reial Conservatori de Música de Milà, l'actual conservatori "Giuseppe Verdi", per decret de 18 de setembre de 1807, signat pel virrei Eugeni de Beauharnais. Asioli, un dels més grans tutors de l'època, va ser cridat per cobrir les funcions unificades de Director, Mestre de Composició i Censor. Va ocupar el càrrec fins a la caiguda del Regne el 1814 quan va ser destituït pel restaurat govern austríac perquè era estranger. Entre els seus alumnes recordem a Carlo Evasio Soliva. Asioli també va escriure tractats de teoria musical i manuals d'ensenyament.
El teatre municipal de Correggio porta el seu nom.

## Composicions
Per a la llista completa d'obres vegeu el que va escriure Antonio Coli a Vida de Bonifazio Asioli da Correggio, compilada per D. Antonio Coli i seguida de la llista de les obres del mateix (Milà, edicions Giovanni Ricordi, 1834).
- La volubile, òpera còmica, Correggio, octubre de 1785
- Il ratto di Proserpina, intermezzo, llibret de G. Martinelli, Correggio, octubre de 1785
- La contadina vivace, òpera còmica, Parma, 1785
- La gabbia de' pazzi, interludi, Venècia, 1785
- La discordia teatrale, òpera còmica, Milà, 1786
- Le nozze in villa, òpera còmica, Correggio, 1786
- Cinna, drama seriós en dos actes, llibret d'Angelo Anelli, Milà, Teatro alla Scala, 26 de desembre de 1792 (/gaspari/scheda.asp?id=13859 fullet)
- Pigmalione, acció teatral, 1796
- Gustavo al Malabar, drama seriós, Torí, Teatro Regio, composta l'any 1802, escenificada a la temporada de Carnaval el 29 de gener de 1803 (any XI), amb Francesca Festa[7]

## Oratori
- Giuseppe in Galaad, 1785

## Altres
Va compondre música sacra (incloent deu misses, cinc Magnificat, quatre Te Deum, set Tantum ergo, salms, himnes, motets), música de cambra variada (Il ciclope), 1787 El nom, sobre text de Pietro Metastasio, 1795 El consell, La primavera, 1808), música instrumental; (nou simfonies, inclosa la Simfonia del país de 1815. Concerts, ballets, espectacles i més), música de cambra i piano.

## Tractats
- Primi elementi di canto, Milà, 1809
- Principi elementari di musica, Milà, 1809
- Trattato d'armonia e di accompagnamento, Milà, 1813
- Corso di modulazioni classificate a 4 e più parti, Milà, 1814
- Dialoghi sul Trattato d'armonia, Milà, 1814
- Osservazioni sul temperamento proprio degl'istromenti stabili: dirette agli accordatori di pianoforte ed organo, Milà, 1816
- I. Scale e salti per il solfeggio, II. Preparazione al canto ed ariette, Milà, 1816
- L'allievo al clavicembalo, ossia facile metodo per apprendere il pianoforte, Milà, 1819
- Elementi di contrabasso con una nuova maniera di digitare, Milà, 1823
- Disinganno sulle osservazioni fatte sul temperamento proprio degli istromenti stabili, Milà, 1833
- Elementi di contrappunto, Florència, 1836
- Il maestro di composizione, ossia Seguito al Trattato di armonia, Milà, 1836